# 카마이오레
카마이오레(이탈리아어: Camaiore)는 이탈리아 토스카나주 루카도에 있는 코무네이다. 아푸안 알프스 산맥에서 동쪽으로, 서쪽으로는 베르실리아 해안과 평원까지 뻗어있다.

## 역사
카마이오레는 로마 시대부터 기원을 하며, 루카 인근 고대 로마의 넓은 야영지 지역 중 하나이고 카시아 가도를 따라 있는 중요한 거점이기도 했다. 이를 통해 이 도시의 명칭 유래 "캄푸스 마이오르"(Campus Maior, Campo Maggiore)임을 알 수 있었다..
중세 시대, 이곳은 루카에서 북서쪽으로 루니자나와 치사 고개를 향하는 옛 프란치제나 가도 덕에 성장할 수 있었다. 카마이오레는 캔터베리 대주교 시게릭의 여정에 27번째 장에 등장하기도 했다.
1226년, 루카인들은 프라나 산 비탈에 위치한 카마이오레의 위쪽에 있었던 몬테카스트레세(Montecastrese) 요새를 파괴했고, 이 전투의 생존자들은 카마이오레의 계곡 아래로 내려와 장차 루카의 공격에 대한 더 많은 보호를 제공했다.

## 유명 인물
- 조르조 가베르 - 가수, 작곡가, 배우, 각본가
- 프란체스코 가스파리니 - 바로크 작곡가이자 교사
- 에르메네질도 피스텔리 - 파피루스학자, 고문서학자, 문헌학자, 장로
- 조반니 마라치 - 바로크 화가
- 사베리오 디 보르보네파르마 (1889–1977) - 카를로스파
- 치타 폰 부르봉파르마 -오스트리아헝가리 제국의 마지막 황후

## 자매 도시
- 크로아티아 로빈
- 독일 위버헤른
- 프랑스 로피탈
- 이탈리아 카스텔디카시오
- 프랑스 카르팡트라

## 같이 보기
- 아푸안 알프스 산맥
- 베르실리아
- 프란치제나 가도